# Styans Kleiner Panda
Styans Kleiner Panda (Ailurus styani) ist ein mittelgroßes Säugetier aus der Gattung der Kleinen bzw. Roten Pandas (Ailurus), das in Südchina im westlichen bergigen Teil von Sichuan und im Norden von Yunnan vorkommt. Benannt ist er nach dem britischen Teehändler und Naturforscher Frederick William Styan (1838–1934), der 1897 Fell und Schädel des ersten der Wissenschaft zugänglich gemachten Exemplars sammelte.

## Merkmale
Beide Arten der Kleinen Pandas erreichen Kopf-Rumpflängen von 50 bis knapp über 70 cm, haben einen etwa 30 bis 50 cm langen Schwanz und erreichen ein Gewicht von drei bis sechs Kilogramm. Der Kopf ist rund, die Schnauze ist kurz. Das Rückenfell ist kastanienbraun, der Bauch, die Vorder- und Hinterbeine sind schwarz. Die Sohlen der Pfoten sind behaart. Die Weibchen haben acht Zitzen. Styans Kleiner Panda hat einen deutlich größeren Schädel mit einer mehr gewölbten Stirn, eine größere Jochbogenbreite und kräftigere Zähne als der Westliche Kleine Panda. Das Fell ist etwas dunkler und das Winterfell ist länger (bis zu 70 mm vs. 40–50 mm). Die Ringelung des Schwanzes ist deutlicher ausgeprägt und das Gesicht ist mehr rötlich mit kleineren weißen Flecken als beim Westlichen Kleinen Panda.

## Lebensraum und Lebensweise

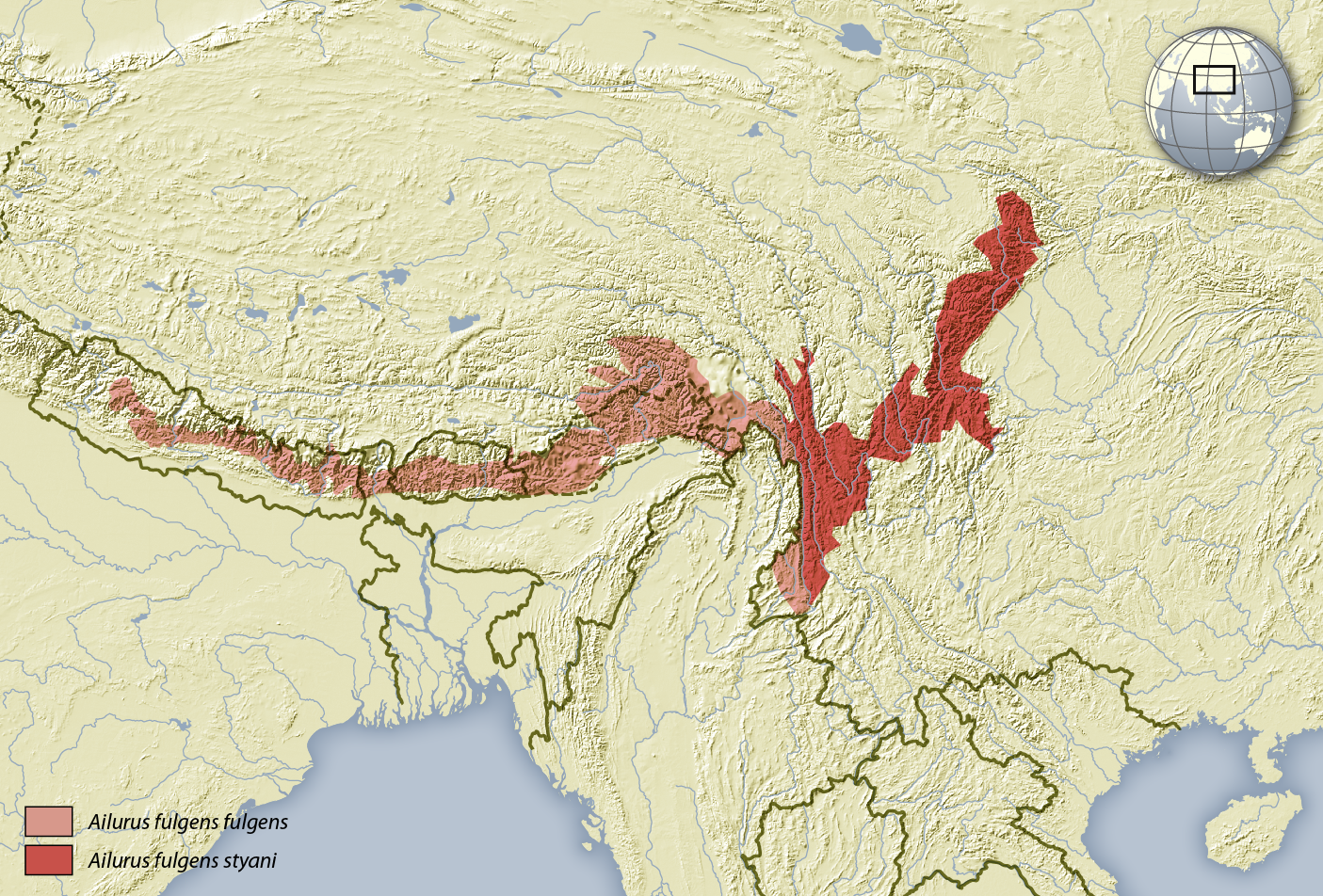
Das Verbreitungsgebiet des Westlichen (hellrot) und von Styans Kleinem Panda (dunkelrot)

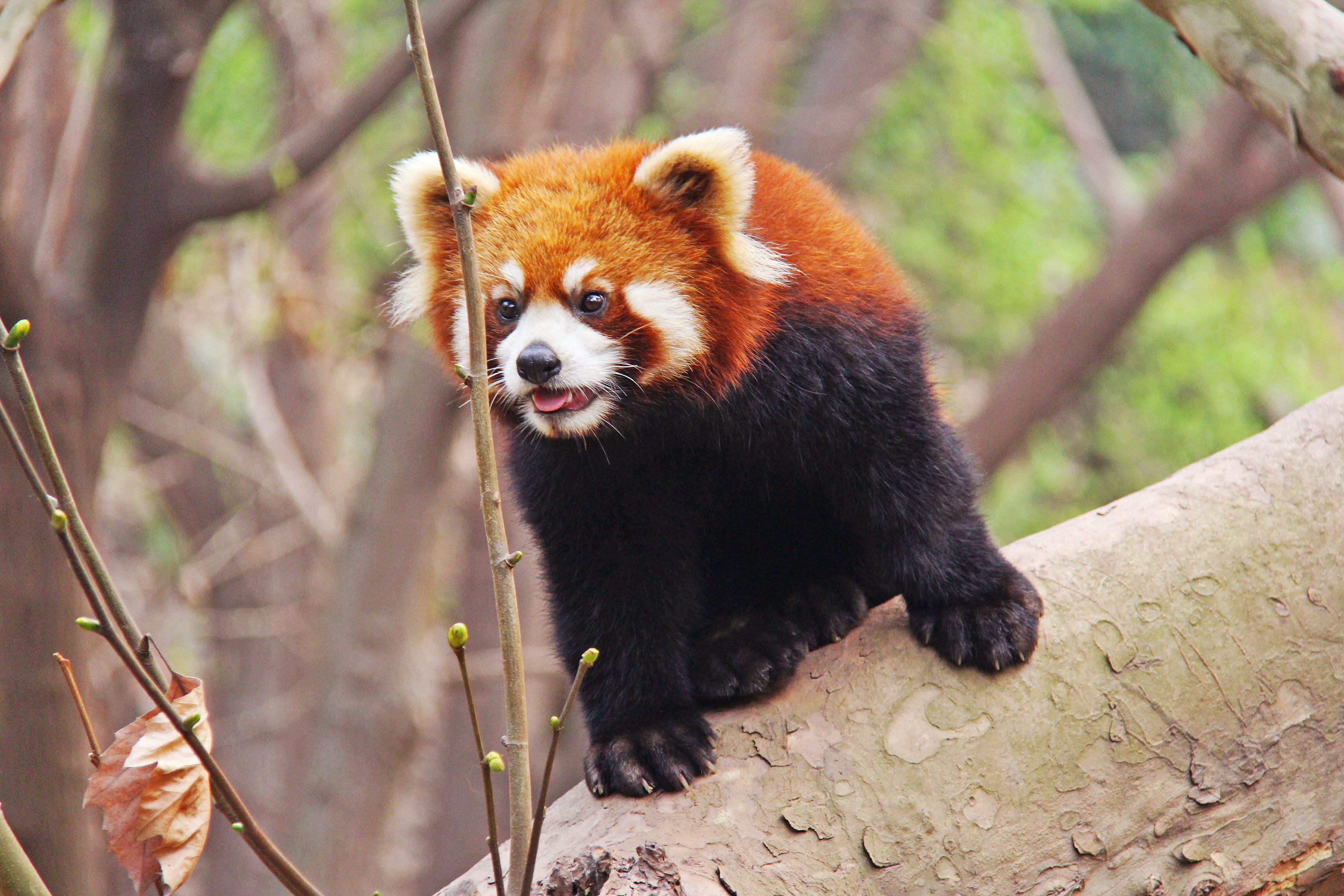
Styans Kleiner Panda

Styans Kleiner Panda kommt in Sichuan und Yunnan in gemäßigt temperierten Wäldern in Höhen von 1500 bis 4800 Metern vor. Aufgrund der Nord-Süd-Orientierung der Gebirge in Sichuan und Yunnan ist der Lebensraum von Styans Kleinem Panda sehr regenreich. Buchen, immergrüne Eichen (Untergattung Cerris, Sektion Cyclobalanopsis) und Walnussbäume sind die dominierenden Bäume in den Wäldern. Im dichten Unterholz gibt es zahlreiche Bambusdickichte und umgestürzte Bäume, Baumstümpfe und Sträucher ermöglichen es den Tieren zu klettern, um die Blätter des Bambus zu erreichen. Weitere Säugetiere die im Lebensraum von Styans Kleinem Panda vorkommen sind das Gefleckte Riesengleithörnchen, der Rothund, der Kragenbär, der Buntmarder und der Leopard. Im Norden des Verbreitungsgebietes kommt auch der Große Panda vor. Unter den Vögeln sind Fasanenartige, Drosseln und Fliegenschnäpper zahlreich vertreten.
Im Wolong-Naturreservat und im sich direkt nördlich anschließenden Fengtongzhai National Nature Reserve waren die Territorien einiger genauer untersuchter Individuen 0,94 bis 3,43 km² groß und die täglich zurückgelegte Strecke der Tiere lag zwischen 235 und 461 Metern. Bambus ist die wichtigste Nahrung der Pandas. Die für die Ernährung wichtigsten Bambusarten kommen aus den Gattungen Chimonocalamus, Phyllostachys und Thamnocalamus. Bambusarten mit einem hohen Nährstoffgehalt, z. B. der Chinesische Bergbambus (Arundinaria fargesii) oder Chimonobambusa tumidissinoda, und junge Triebe werden bevorzugt. Außerdem werden Flechten, Wurzeln, kleine Wirbeltiere, Vogeleier und Insekten verzehrt.

## Systematik
Styans Kleiner Panda wurde 1902 von Oldfield Thomas als Unterart des Kleinen Pandas (Ailurus fulgens) erstmals wissenschaftlich beschrieben. Der Holotyp ist ein ausgewachsenes Männchen, dessen Fell und Schädel im Juni 1897 im nordwestlichen Sichuan durch F. W. Styan gesammelt wurde. Der britisch-australische Mammaloge Colin Groves behandelte Styans Kleinen Panda und die Nominatform, den Westlichen Kleinen Panda in einer im Jahr 2010 erschienenen Monografie über die Roten Pandas als zwei eigenständige Arten. Im Februar 2020 sprach sich eine Gruppe chinesischer Wissenschaftler dafür aus, sowohl der Nominatform als auch Styans Kleinem Panda den Status eigenständiger Arten zu geben. Die beiden Arten wurden vor etwa 220.000 Jahren als Folge von Vergletscherungen in der vorletzten Kaltzeit (Saale-Kaltzeit in Europa) voneinander isoliert und lassen sich sowohl genetisch als auch morphologisch und in ihrer Färbung voneinander unterscheiden. Die Grenze zwischen den Verbreitungsgebieten beider Arten könnte der Brahmaputra oder der Gebirgsfluss Saluen sein.

## Gefährdung
Die Population von Styans Kleinem Panda ging in China von 1960 bis zum Jahr 2009 um etwa 40 % zurück und die Art verschwand aus den Provinzen Guizhou, Gansu, Shaanxi und Qinghai. Grund war der Verlust und die Fragmentierung des Lebensraums durch Abholzung der Wälder, Straßenbau, Waldbrände sowie die Wilderei. In einigen Gebieten in China fertigte die dort lebende Bevölkerung Hüte aus dem Fell der Tiere an, die als glücksbringender Talisman für frisch verheiratete Paare galten. Im verbliebenen Lebensraum in China kommt Styans Kleiner Panda in 43 Schutzgebieten vor und ist auch gesetzlich geschützt.